# Nieszawa
Nieszawa [pronunciación en polaco: /ɲeˈʂava/] es un pueblo en el distrito administrativo de Gmina Murowana Goślina, dentro del Distrito de Poznań, Voivodato de Gran Polonia, en el oeste de Polonia. Se encuentra aproximadamente 10 kilómetros al norte de Murowana Goślina (cercano a Białężyn), y 29 kilómetros al norte de la capital regional, Poznań. 
La primera mención escrita del pueblo data de 1388. Hay una casa señorial en el pueblo, que data de la primera mitad del siglo XIX y fue parcialmente reconstruida hacia fines de aquel siglo.